# Thwaitesia dangensis
Thwaitesia dangensis är en spindelart som beskrevs av Patel 1972. Thwaitesia dangensis ingår i släktet Thwaitesia och familjen klotspindlar. Inga underarter finns listade i Catalogue of Life.